# Fiat 600
Fiat 600 byl malým automobilem italské automobilky Fiat. Vyráběl se v letech 1955 až 1969. Celkem bylo vyrobeno 2 695 197 vozů. Nahrazen byl vozem Fiat 850. Později byl vyráběn Fiat Seicento. Slovo seicento v italštině znamená 600.

## Historie

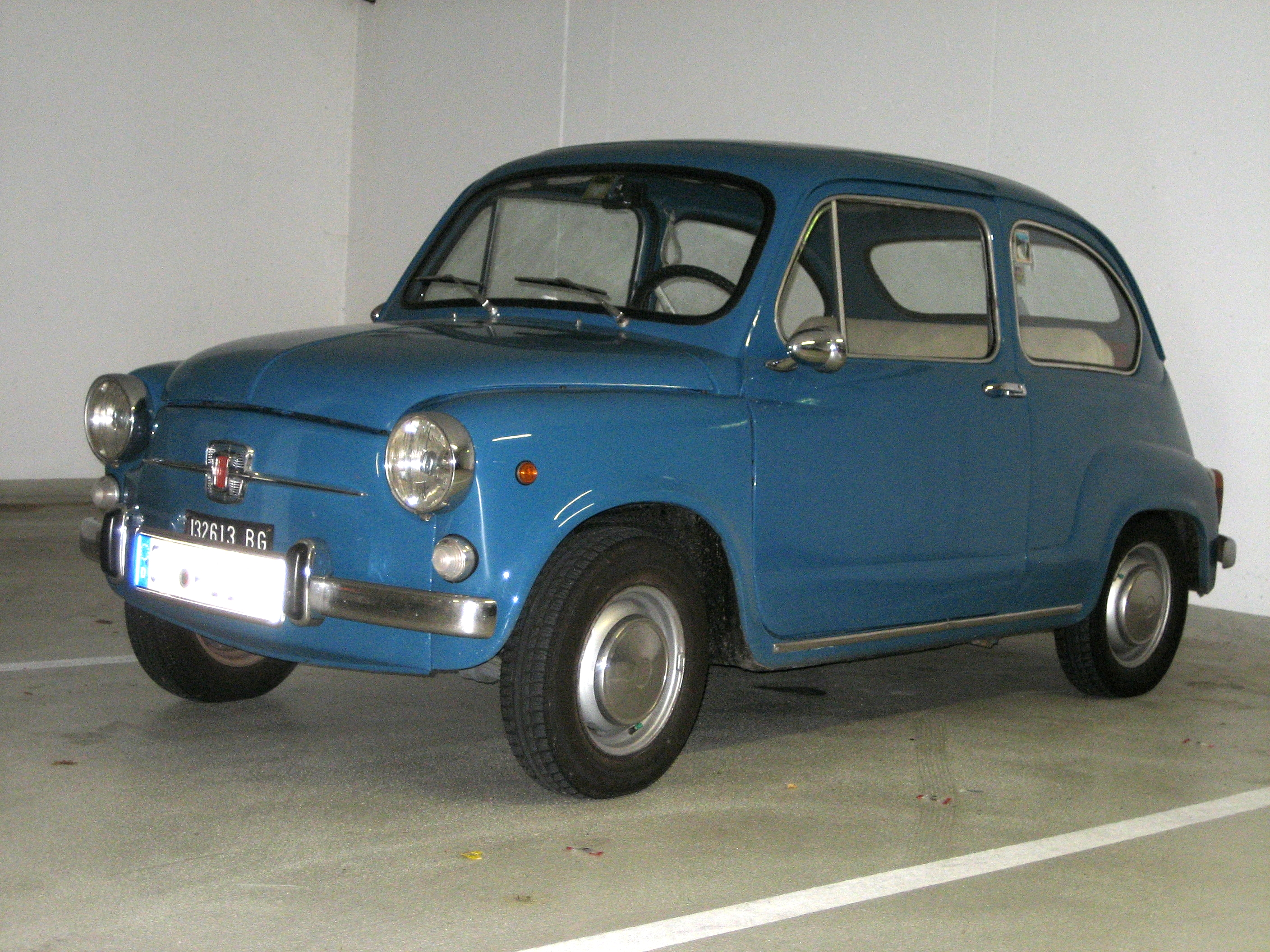
Fiat 600

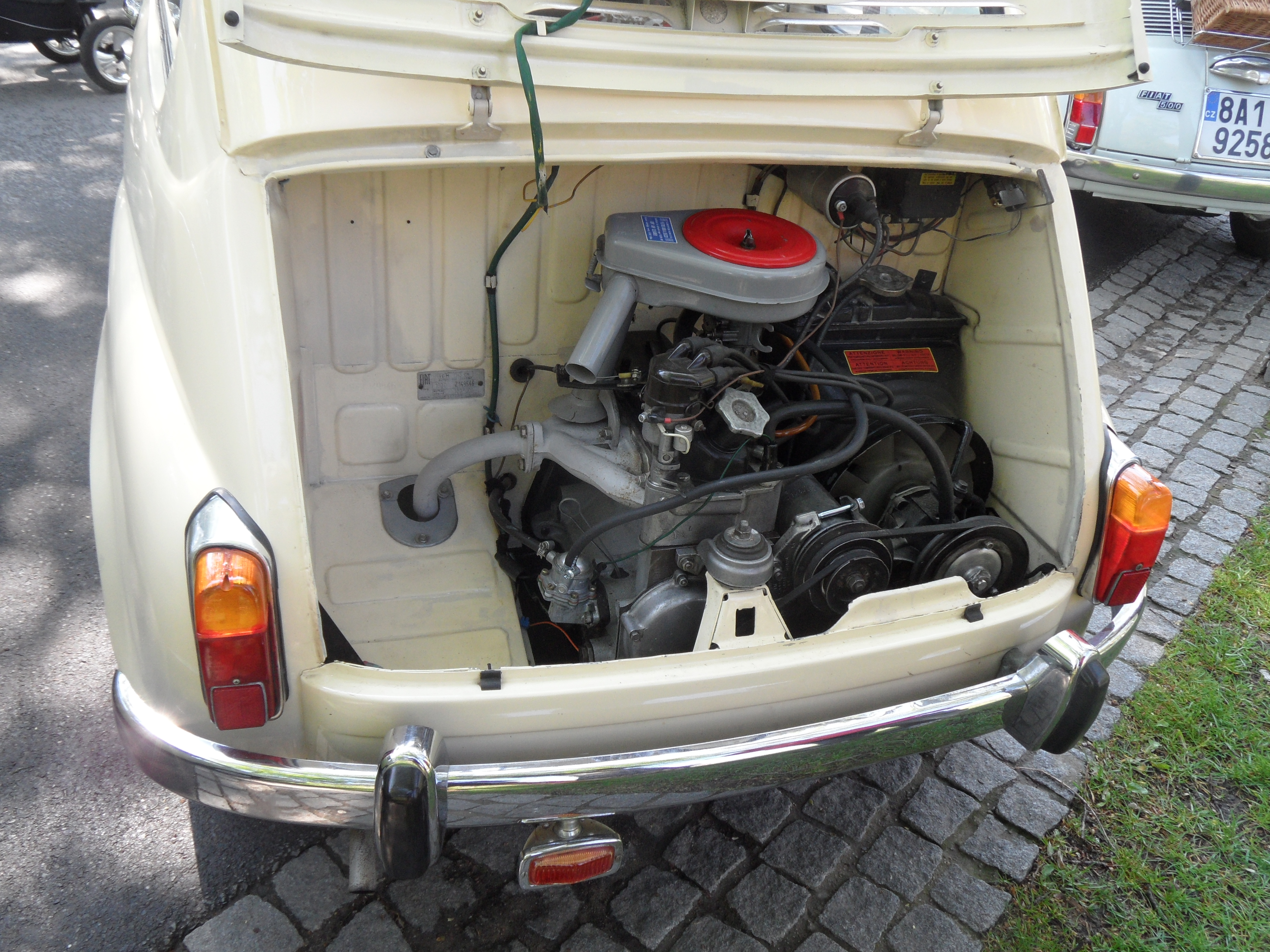
Detail motoru

Historie Fiatu 600 sahá do přelomu čtyřicátých a padesátých let minulého století. Původní prototyp měl motor chlazený vzduchem, ale verze představená v březnu 1955 v Ženevě měla již kapalinou chlazený řadový čtyřválec 633 cm³ s litinovým blokem, hlavou válců z lehkých slitin a třikrát uloženým klikovým hřídelem. Motor poskytoval maximální výkon až 22 koní a byl vybaven mazací soustavou s čelním olejovým čerpadlem a obtokovým filtrem s papírovou vložkou. Převodovka byla čtyřstupňová se synchronizací II., III. a IV. rychlostního stupně. Všechna kola byla nezávisle zavěšena, přední na spodním příčném listovém peru, které zároveň tvořilo odpružení a příčných horních ramenech, zadní náprava byla úhlová s šikmou osou kývání a odpružena vinutými pružinami. Tlumení kmitů zajišťovaly olejové tlumiče. Hlavními atributy nového modelu 600 měla být nízká cena, jednoduchá a robustní konstrukce a nenáročnost na servis.
Ještě téhož roku byla představena verze Cabrio s odklápěcí plátěnou střechou a se stejným agregátem.
Doslova revolucí bylo představení modelu Multipla v Bruselu roku 1956. Na podlahové a podvozkové plošině Fiatu 600 postavili italští konstruktéři trambusovou karoserii pro 6 sedících osob, případně použitelnou i jako dodávka pro přepravu nákladu za předpokladu vyjmutí jedné nebo obou zadních řad sedadel. Multipla dostala vzhledem k předpokládanému většímu zatížení jinak odstupňovanou převodovku (kratší), aby byla zajištěna potřebná stoupavost. Tím se snížila maximální rychlost z 96 na necelých 90 km/h.
Drobné designové změny přišly koncem 50. let, kdy Fiat 600 dostal modifikovaný motor s kompresním poměrem zvýšeným ze 7 na 7,5 : 1, čímž výkon vzrostl na téměř 25 koní. Další změny byly provedeny na brzdové soustavě.
Podstatný z hlediska vývoje řady 600 byl pak rok 1960, kdy pod označením Fiat 600 D přišel model s novým motorem 767 cm³ a maximální rychlostí 110 km/h. Motor dostal novou mazací soustavu s odstředivým filtrem oleje v řemenici. Až v květnu 1964 došlo ke změně otevírání dveří u sedanu, Multipla zůstala zachována s původní konstrukcí předních dveří otevíraných "proti větru". Později v průběhu výroby docházelo k drobným dílčím úpravám, které většinou představovaly přejímání konstrukčních celků z modelu 850. Koncem roku 1969 byla výroba v Itálii ukončena.

## Abarth600
Variace Fiatu 600 od "dvorního ladiče" Carlo Abartha z let 1955 až 1971 představují pravé perly mezi sběrateli. Dodával se s třemi typy motoru – 750 (747 cm³), 850 (847 cm³) a 1000 (982 cm³). Vrcholná verze 1000 TC měla dvojici dvojitých spádových karburátorů Weber a její maximální rychlost činila podle převodů až 190 km/h díky maximálnímu výkonu až 112 koní. Od sériové verze se Abarthy odlišovaly velkým chladicím otvorem místo předního nárazníku, rozšířeným rozchodem s velkými koly, kotoučovými brzdami na všech kolech a zadním spojlerem.

## Licenční výroba
Výroba modelu 600 probíhala kromě Itálie i v Německu (NSU Jagst) nebo Španělsku (Seat), kde byla vyráběna i prodloužená čtyřdveřová verze s větším rozvorem (+180 mm) pod označením Seat 800, používaná zejména jako taxi, a kde výroba pokračovala do roku 1973 (modernizované verze 600 E a 600 L). V Argentině byl Fiat 600 vyráběn do roku 1982, a v jugoslávské automobilce Zastava až do roku 1985, od konce 70. let již s motorem z Fiatu 850.

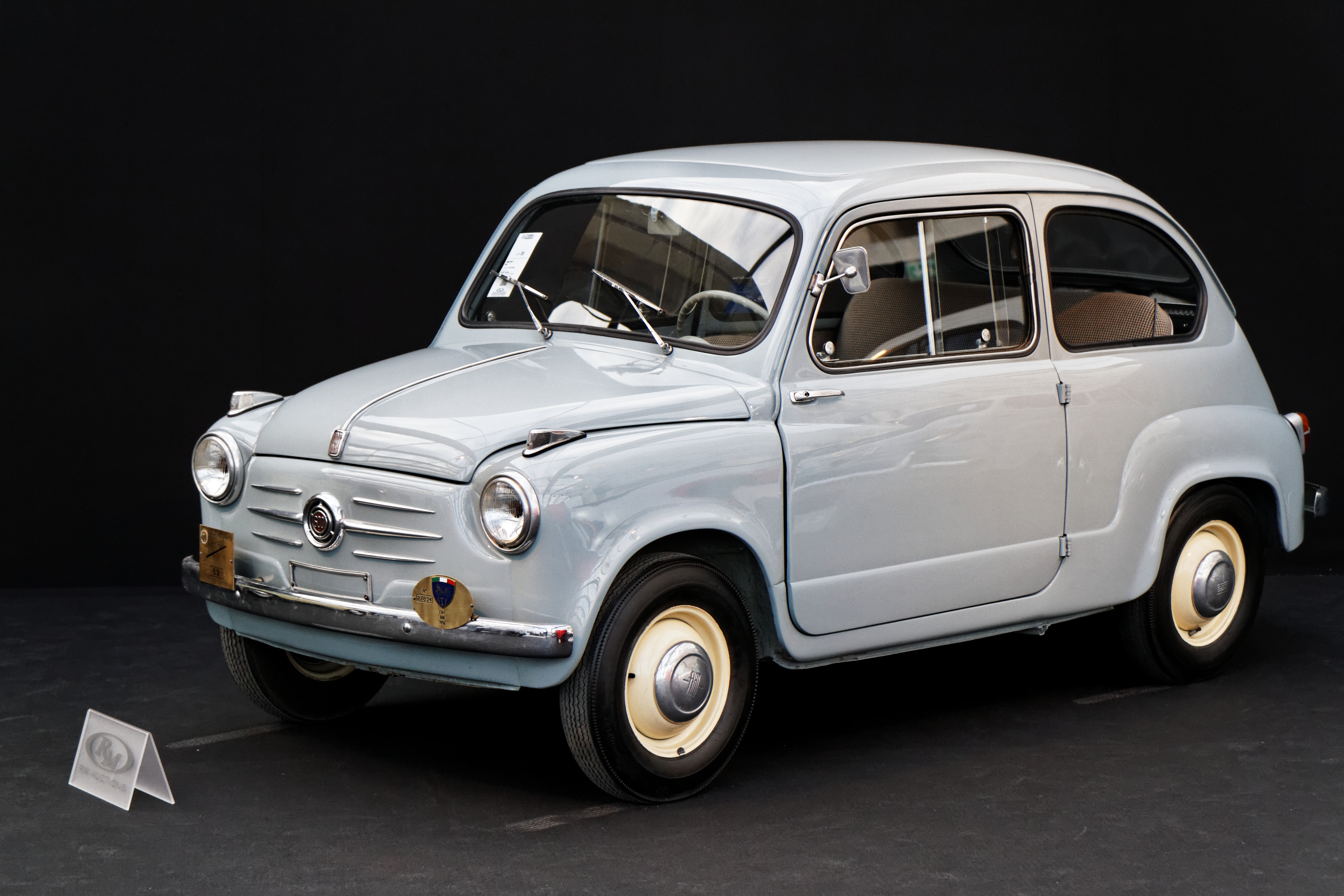
Fiat 600 (1956)
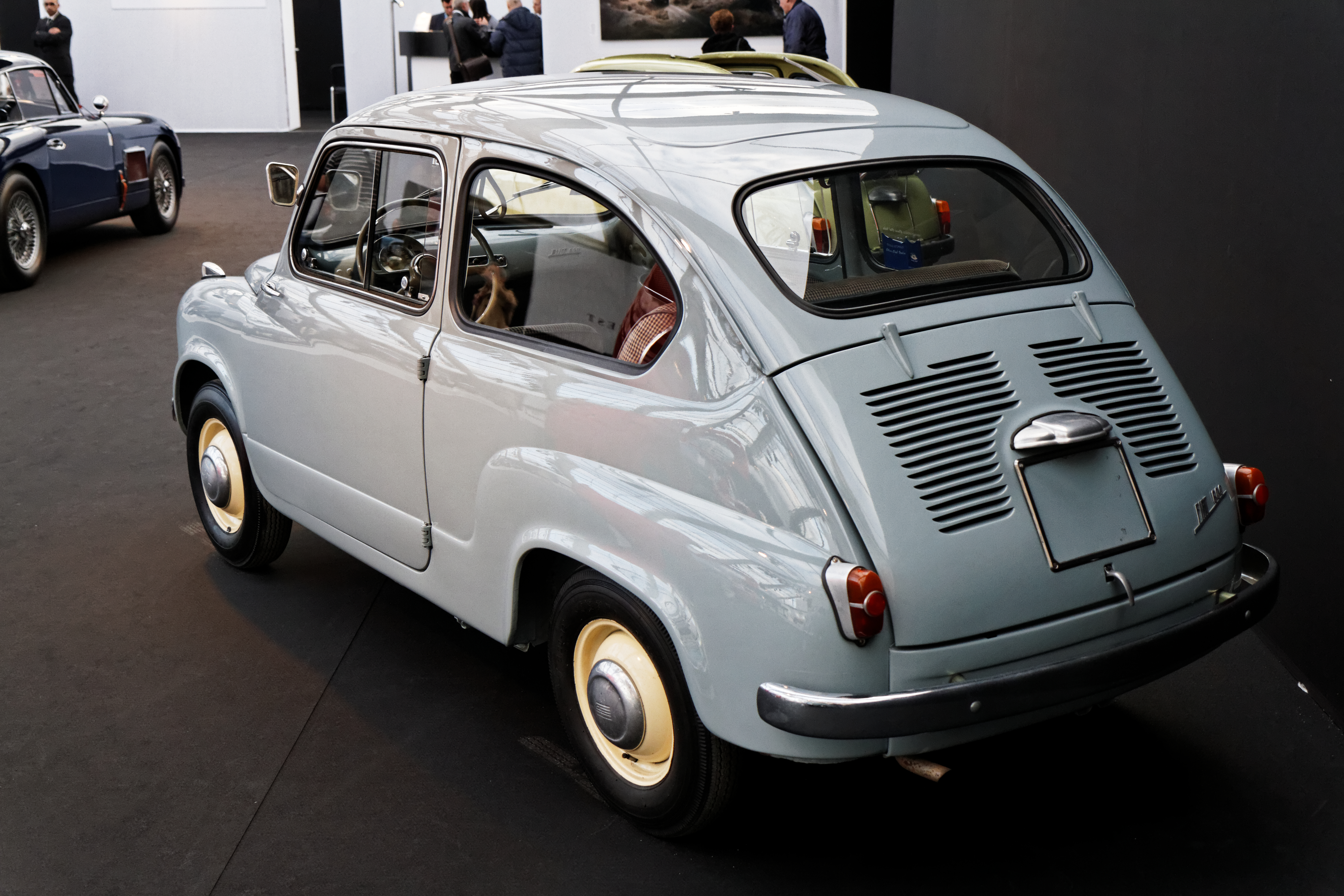
Fiat 600 (1956), zadní pohled
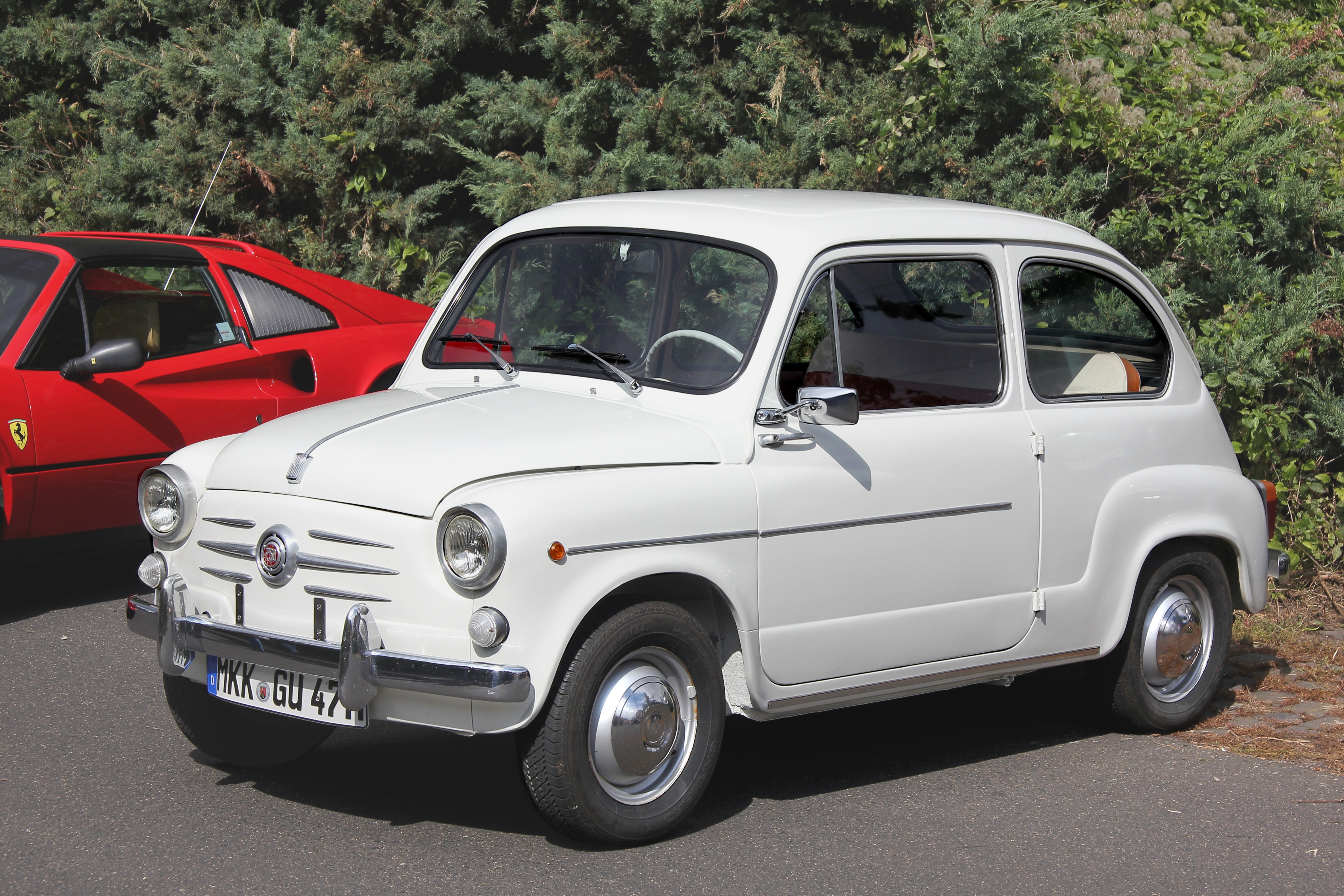
Fiat 750 (1959)
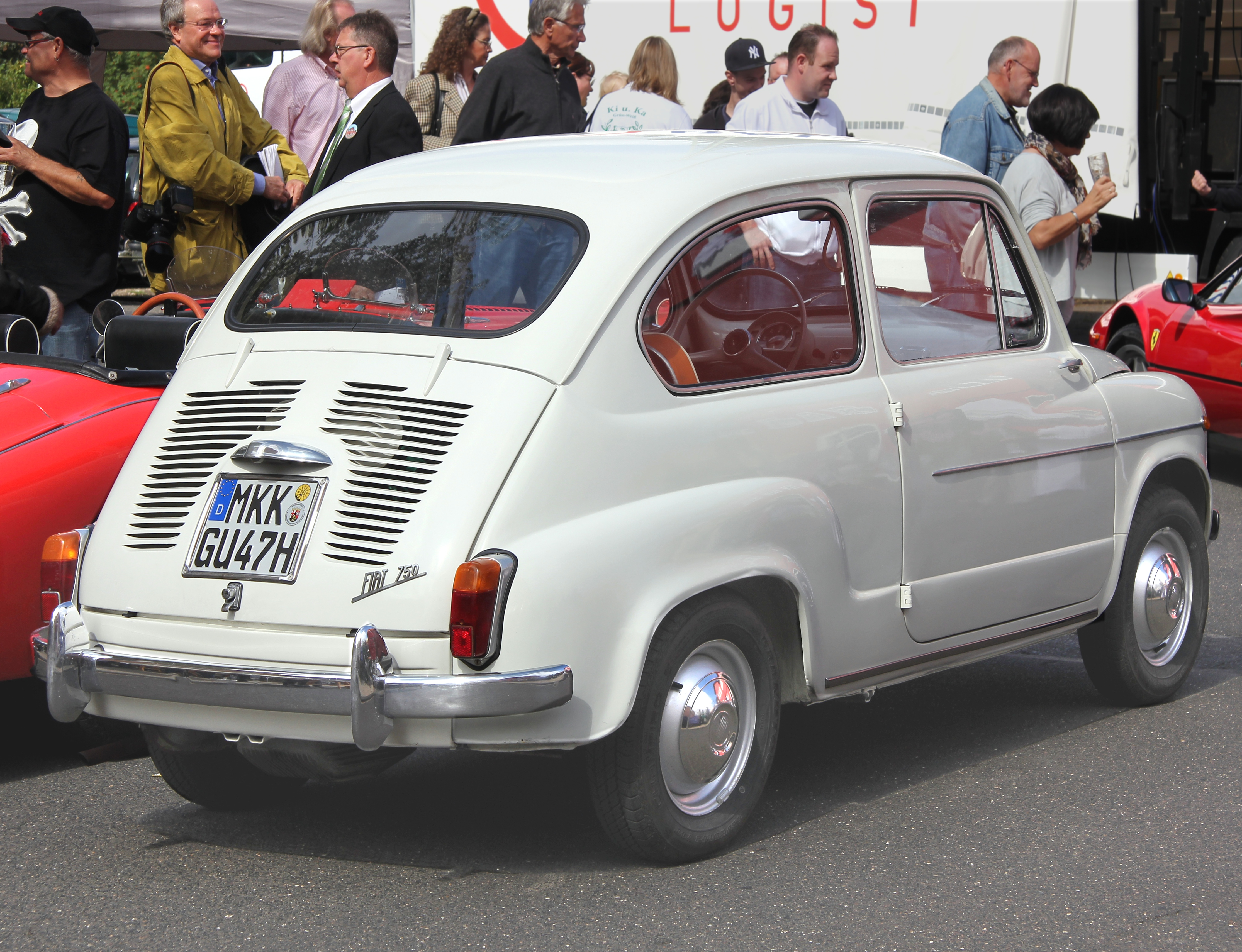
Fiat 750 (1959), zadní pohled
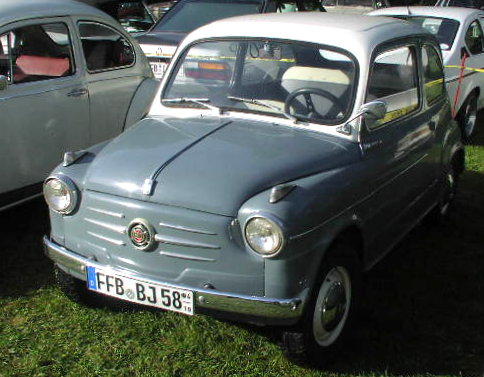
Německý NSU-Fiat
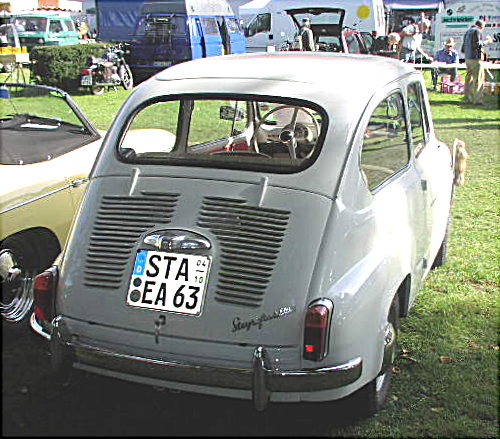
Rakouský Steyr-Fiat 600
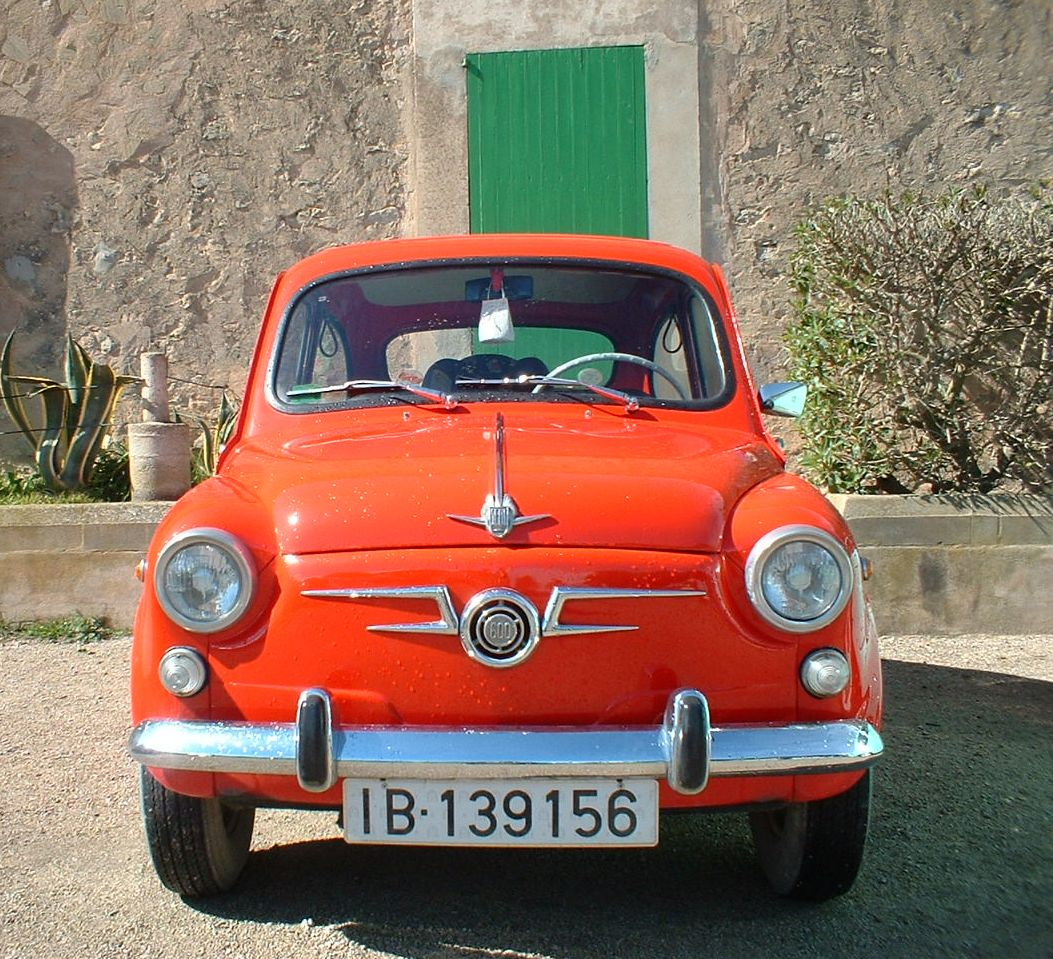
Španělský Seat 600
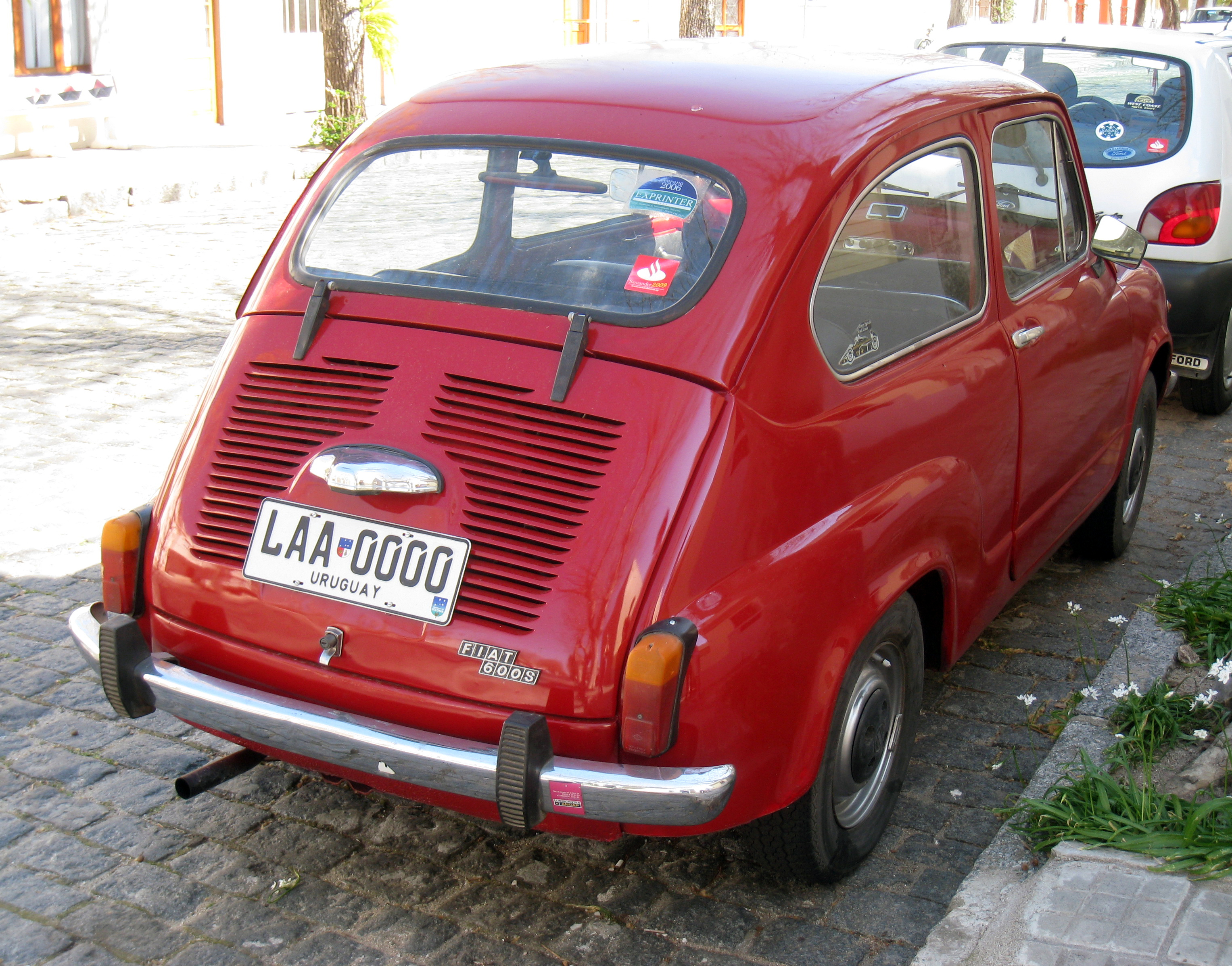
Uruguayský Fiat 600S
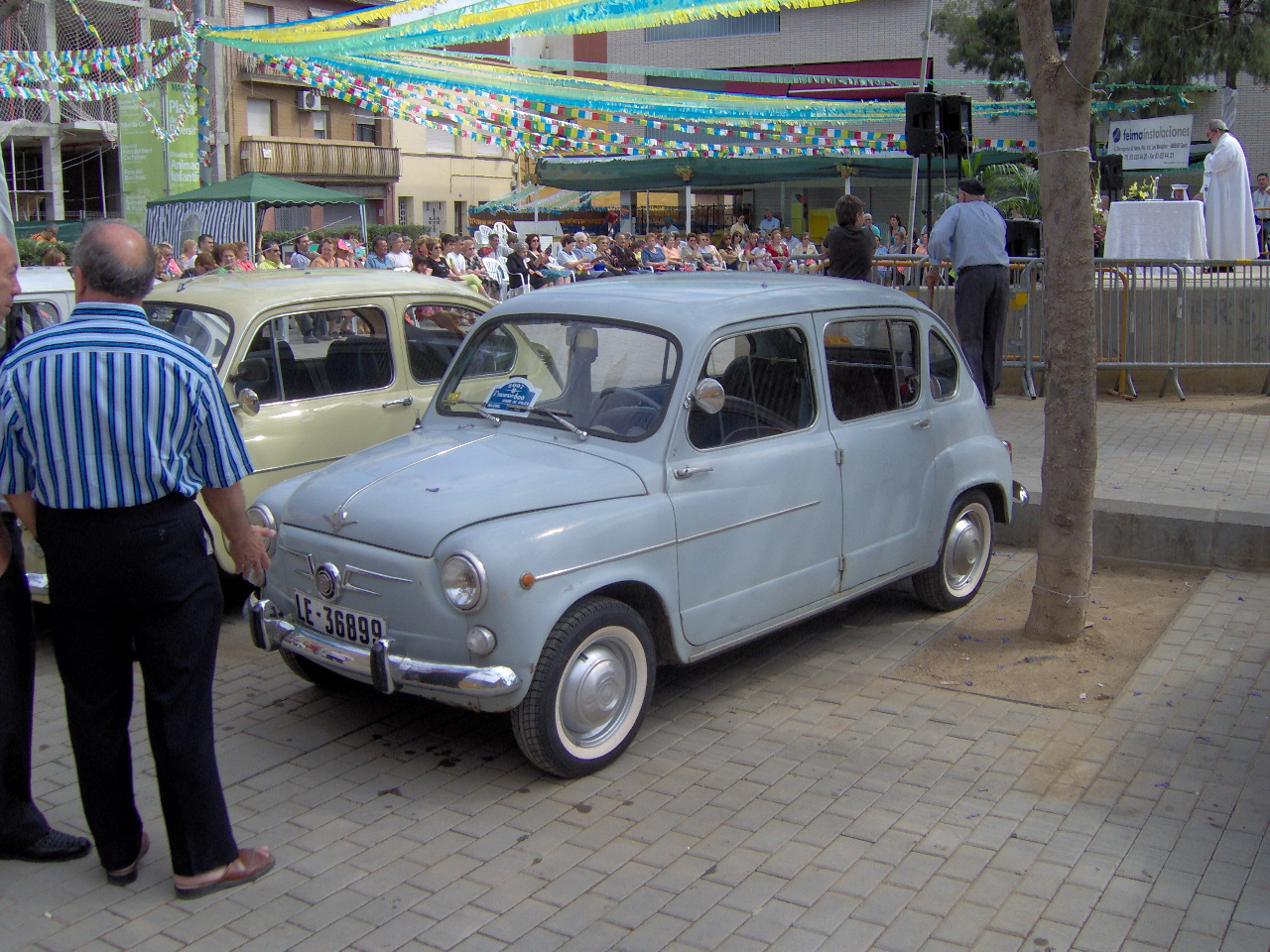
Čtyřdveřový Seat 800
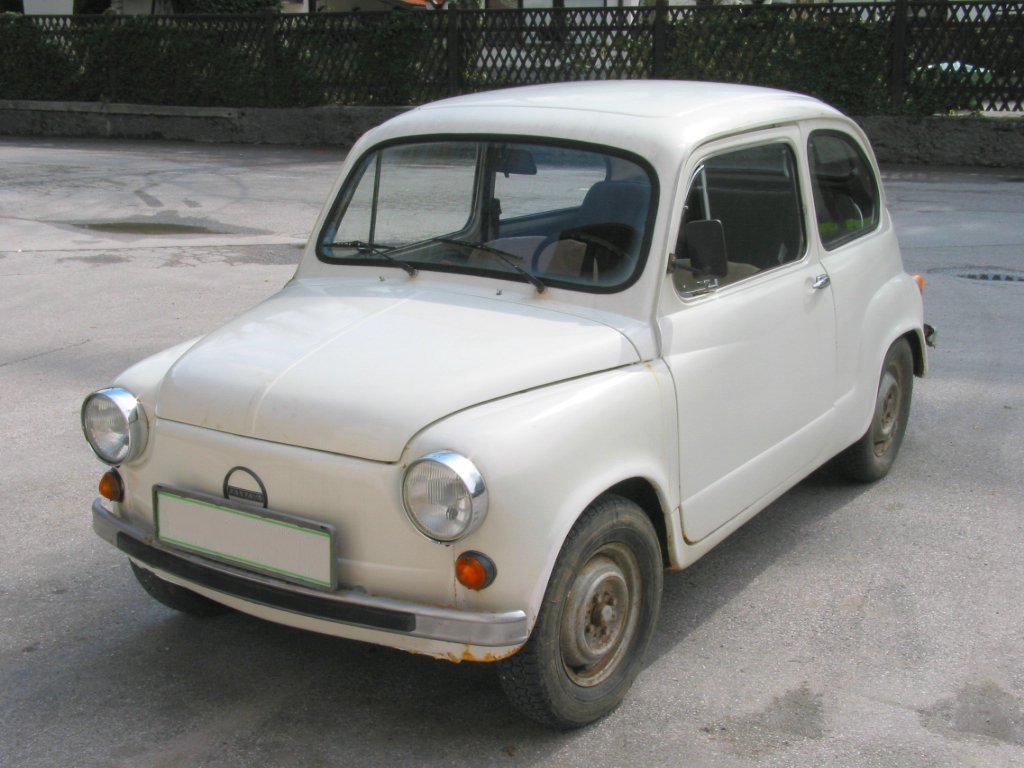
Jugoslávská Zastava 850
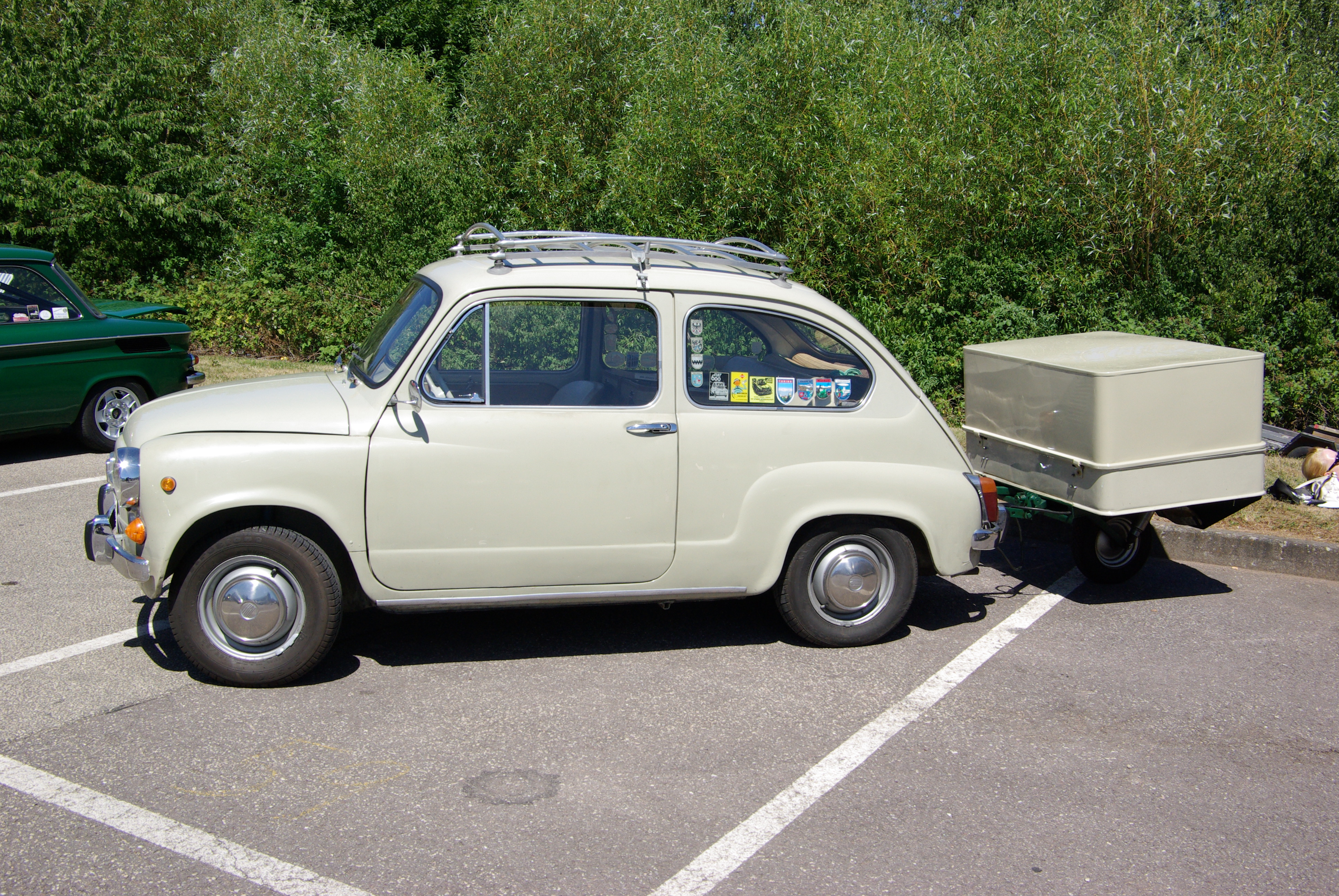
Fiat 600 s vozíkem
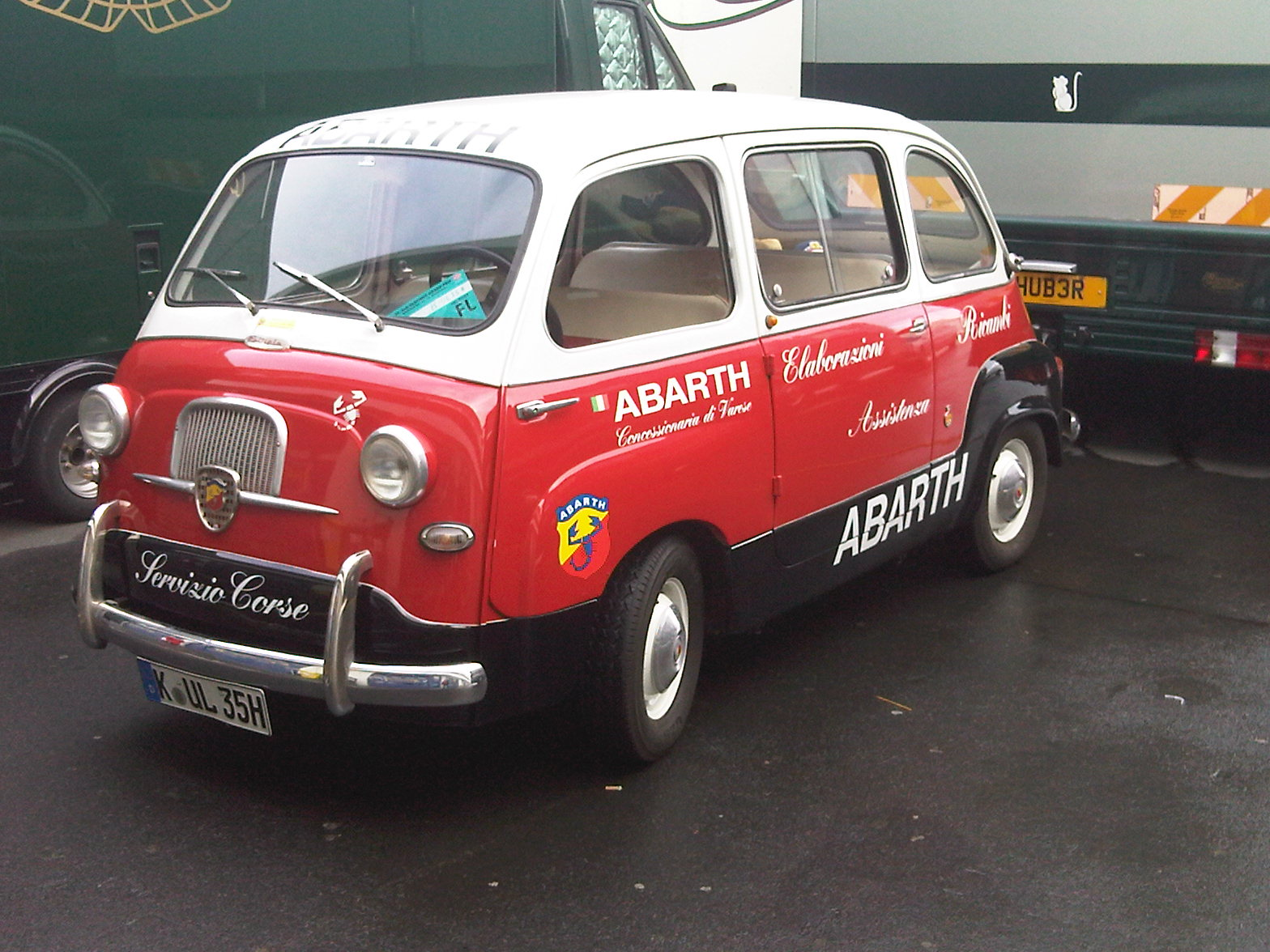
Fiat 600 Multipla
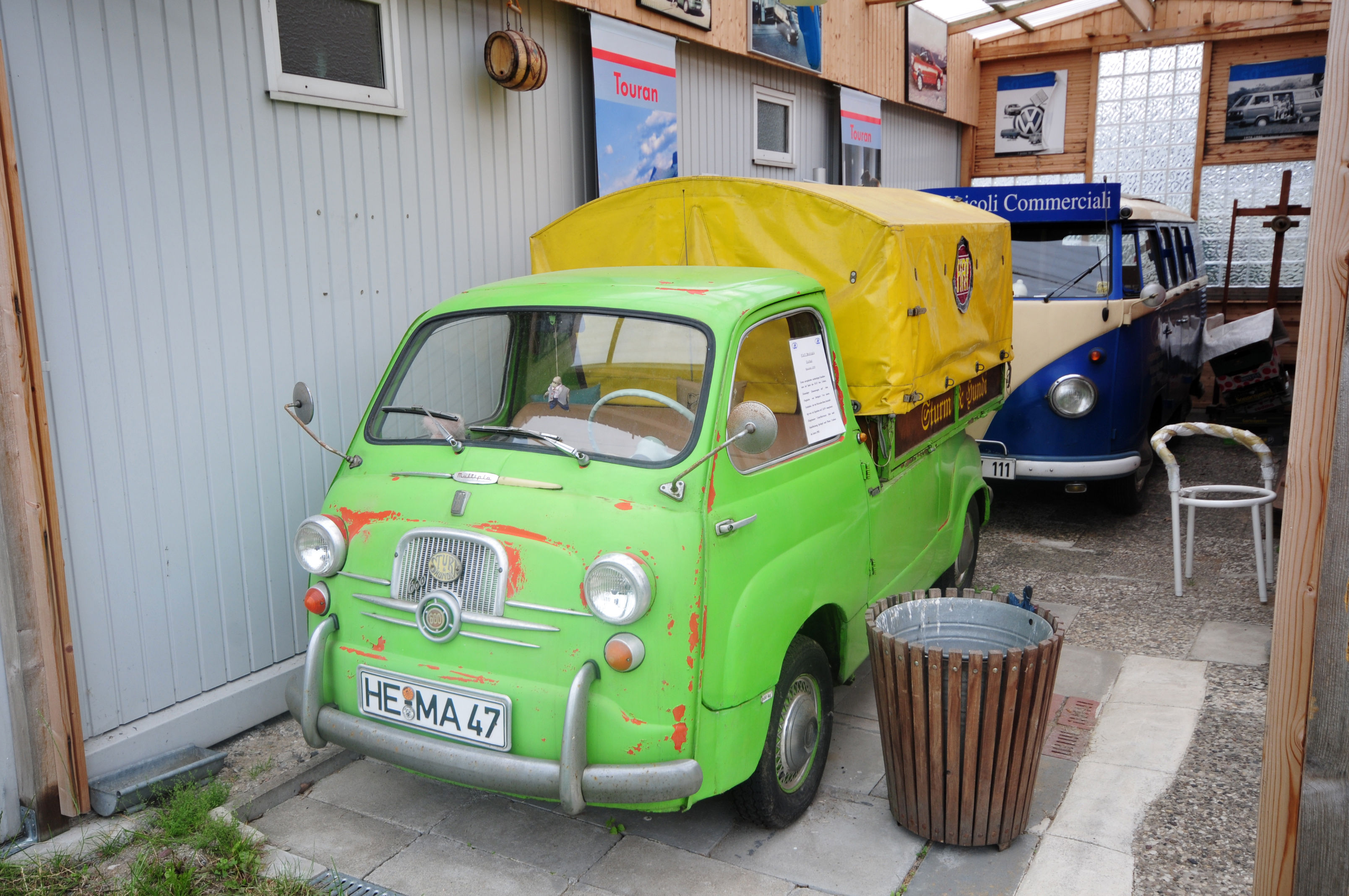
Fiat Multipla
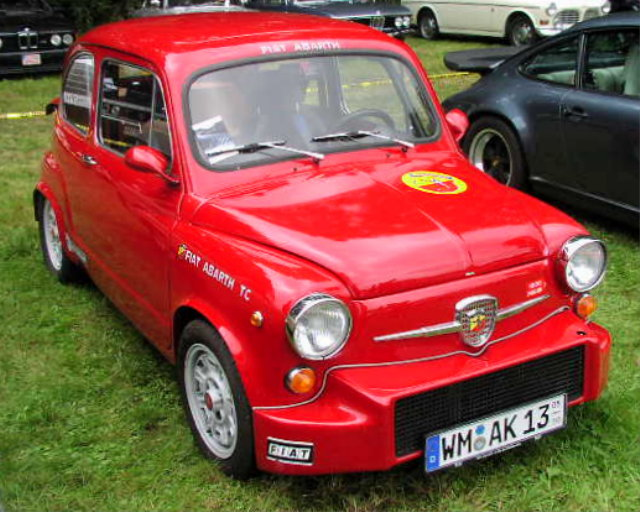
Abarth 600